# Samengestelde vrucht
Een samengestelde vrucht is een vrucht die is ontstaan uit een cluster van meerdere bloemen. Tijdens de groei tot vruchten zijn de vruchtbeginsels tot één geheel vergroeid.
Er kunnen er twee groepen van samengestelde vruchten worden onderscheiden: het vruchtverband (sorosis) dat bestaat uit meerdere vergroeide vruchten, die elk uit een bloem in een bloeiwijze voortkomen, en de verzamelvrucht (syncarpium) dat bestaat uit met elkaar tot één vrucht vergroeide afzonderlijke bessen van één bloem.

## Verzamelvrucht

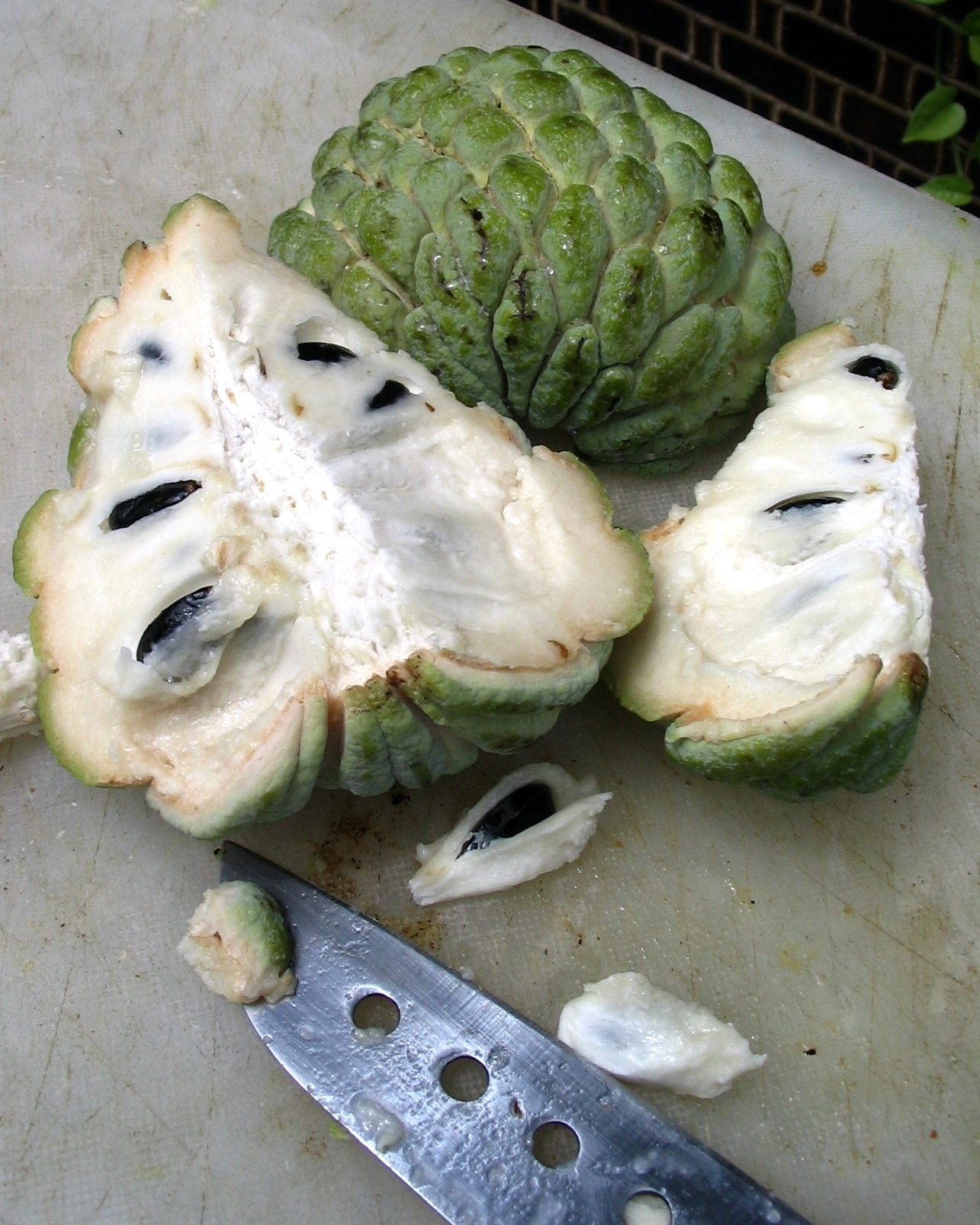
Verzamelvrucht van zoetzak of suikerappel, (Annona squamosa)

De verzamelvrucht of syncarpium ontstaat uit vele vrije vruchtbladen van één bloem, die afzonderlijke bessen vormen en die dan weer met elkaar tot één vrucht vergroeien. De schil bestaat meestal uit duidelijke segmenten, die ieder tot een vruchtblad behoren. Binnenin deze vruchten zijn de vruchtwanden van de afzonderlijke bessen vaak nog te onderscheiden.
Voorbeelden van soorten met verzamelvruchten zijn:
- Annonaceae (zuurzakfamilie):
  - Atemoya (Annona ×atemoya)
  - Bergzuurzak (Annona montana)
  - Biribá (Rollinia mucosa)
  - Cherimoya (Annona cherimola)
  - Custardappel (Annona reticulata)
  - Pawpaw (Asimina)
  - Soncoya (Annona purpurea)
  - Zoetzak (Annona squamosa)
  - Zuurzak (Annona muricata)

Verzamelsteenvruchten
- Braam (Rubus):
  - Dauwbraam (Rubus caesius)
  - Gewone braam (Rubus sect. Rubus)
  - Framboos (Rubus idaeus)
  - Japanse wijnbes (Rubus phoenicolasius)
  - Steenbraam (Rubus saxatilis)

De verzamelsteenvrucht, zoals bij de braam, framboos of Japanse wijnbes is ontstaan uit vele vrije vruchtbladen van één bloem, die afzonderlijke steenvruchtjes vormen. Deze vruchtjes zitten dus op dezelfde bloembodem en worden omgeven door één kelk.

## Vruchtverband
Het vruchtverband of sorosis ontstaat uit meerdere, bij de vruchtvorming vergroeiende vruchten, die uit de vele bloemen van een compacte bloeiwijze voortkomen.
Voorbeelden van soorten met een vruchtverband zijn:
- Ananas
- Broodvrucht
- Els
- Hop
- Marang
- Nangka
- Noni
- Osagedoorn
- Plataan
- Rode moerbei
- Schroefpalm
- Tjampedak
- Witte moerbei
- Zwarte moerbei